# Gafarró galtanegre
El gafarró galtanegre (Crithagra mennelli) és un ocell de la família dels fringíl·lids (Fringillidae).

## Hàbitat i distribució
Habita el bosc miombo de l'oest i est d'Angola, extrem nord-est de Namíbia, sud-est de la República Democràtica del Congo, Zàmbia, sud-oest de Tanzània, Malawi, Zimbabwe, Botswana i centre i sud de Moçambic.